# Peter Angerer
Peter Angerer (ur. 14 lipca 1959 r. w Hammer) – niemiecki biathlonista reprezentujący RFN, wielokrotny medalista igrzysk olimpijskich i mistrzostw świata, a także zdobywca Pucharu Świata.

## Kariera
Pierwsze sukcesy osiągnął w 1980 roku, zdobywając złote medale w biegu indywidualnym i sztafecie podczas mistrzostw świata juniorów w Sarajewie. Szybko zadebiutował w Pucharze Świata, zajmując piąte miejsce w sprincie 19 stycznia 1980 roku w Ruhpolding. Jeszcze w tym samym roku znalazł się w reprezentacji RFN na igrzyska olimpijskie w Lake Placid, gdzie wraz z Franzem Bernreiterem, Hansem Estnerem i Gerdem Winklerem wywalczył brązowy medal w sztafecie. Zajął tam również 27. miejsce w biegu indywidualnym oraz ósme w sprincie.
Na podium zawodów pucharowych po raz pierwszy stanął 31 stycznia 1981 roku w Ruhpolding, zajmując drugie miejsce w sprincie. Rozdzielił tam Franka Ullricha z NRD i Eirika Kvalfossa z Norwegii. W kolejnych startach jeszcze 25 razy stawał na podium, odnosząc przy tym jedenaście zwycięstw. Trzy razy triumfował w sprincie: 21 stycznia 1984 roku w Ruhpolding, 18 stycznia 1986 roku w Anterselvie i 14 marca 1987 roku w Lillehammer, a ośmiokrotnie był najlepszy w biegu indywidualnym: 7 stycznia 1983 roku i 19 stycznia 1984 w Ruhpolding, 11 lutego 1984 roku w Sarajewie, 7 marca 1984 roku w Oslo, 17 stycznia 1985 roku w Oberhofie, 7 marca 1985 roku w Oslo, 30 stycznia 1986 roku w Oberhofie oraz 8 marca 1986 roku w Lahti. Ostatnie podium w zawodach tego cyklu wywalczył 14 marca 1988 roku w Oslo, zajmując drugie miejsce w sprincie. Najlepsze wyniki osiągnął w sezonie 1982/1983, kiedy zwyciężył w klasyfikacji generalnej. Rywalizację w sezonach 1983/1984 i 1985/1986 kończył na drugiej pozycji, ulegając kolejno Frankowi-Peterowi Roetschowi i André Sehmischowi (obaj z NRD). Ponadto w sezonie 1984/1985 był trzeci, za Roetschem i Jurijem Kaszkarowem z ZSRR.
Największe sukcesy osiągnął na igrzyskach olimpijskich w Sarajewie w 1984 roku, gdzie zdobył medale we wszystkich konkurencjach. Najpierw zwyciężył w biegu indywidualnym, wyprzedzając Roetscha i Eirika Kvalfossa. Następnie zajął drugie miejsce w sprincie, plasując się między Kvalfossem, a Matthiasem Jacobem z NRD. Ponadto razem z Ernstem Reiterem, Walterem Pichlerem i Fritzem Fischerem wywalczył brązowy medal w sztafecie. W tej samej konkurencji zdobył też srebrny medal na mistrzostwach świata w Lahti w 1981 roku oraz brązowe podczas mistrzostw świata w Ruhpolding w 1985 roku i rozgrywanych dwa lata później mistrzostw świata w Lake Placid. Angerer zdobył też dwa medale na mistrzostwach świata w Anterselvie w 1983 roku. W biegu indywidualnym był trzeci, przegrywając z Frankiem Ullrichem i Frankiem-Peterem Roetschem. Trzy dni później zajął drugie miejsce w sprincie, przegrywając tylko z Eirikiem Kvalfossem, a wyprzedzając Austriaka Alfreda Edera. Swój ostatni medal wywalczył na igrzyskach olimpijskich w Calgary w 1988 roku, gdzie reprezentacja RFN w składzie: Ernst Reiter, Stefan Höck, Peter Angerer i Fritz Fischer zajęła drugie miejsce w sztafecie. Ponadto zajął tam dziesiąte miejsce w biegu indywidualnym i sprincie.
Angerer był także drugi w sprincie i trzeci w sztafecie na mistrzostwach świata w Oslo w 1986 roku, jednak jego wyniki zostały anulowane po tym jak w jego organizmie wykryto niedozwolone substancje. W związku z tym zdyskwalifikowana została cała sztafeta RFN.
Poza tym dwukrotnie wygrał Holmenkollen ski festival. Obecnie Angerer prowadzi szkołę biegów narciarskich w Ruhpolding.

## Osiągnięcia

### Igrzyska olimpijskie
| Rok  | Miejscowość | Konkurencje | Konkurencje | Konkurencje | Konkurencje | Konkurencje | Konkurencje | Konkurencje |
| Rok  | Miejscowość | IN          | SP          | PU          | MS          | RL          | MR          | SR          |
| ---- | ----------- | ----------- | ----------- | ----------- | ----------- | ----------- | ----------- | ----------- |
| 1980 | Lake Placid | 27.         | 8.          | nd.         | nd.         | 3.          | nd.         | –           |
| 1984 | Sarajewo    | 1.          | 2.          | nd.         | nd.         | 3.          | nd.         | –           |
| 1988 | Calgary     | 10.         | 10.         | nd.         | nd.         | 2.          | nd.         | –           |

### Mistrzostwa świata
| Rok  | Miejscowość | Konkurencje | Konkurencje | Konkurencje | Konkurencje | Konkurencje | Konkurencje | Konkurencje |
| Rok  | Miejscowość | IN          | SP          | PU          | MS          | RL          | MR          | SR          |
| ---- | ----------- | ----------- | ----------- | ----------- | ----------- | ----------- | ----------- | ----------- |
| 1981 | Lahti       | 16.         | 6.          | nd.         | nd.         | 2.          | nd.         | –           |
| 1982 | Mińsk       | 19.         | 31.         | nd.         | nd.         | 4.          | nd.         | –           |
| 1983 | Anterselva  | 3.          | 2.          | nd.         | nd.         | 4.          | nd.         | –           |
| 1985 | Ruhpolding  | 10.         | 8.          | nd.         | nd.         | 3.          | nd.         | –           |
| 1986 | Oslo        | 35.         | DSQ         | nd.         | nd.         | DSQ         | nd.         | –           |
| 1987 | Lake Placid | 7.          | 30.         | nd.         | nd.         | 3.          | nd.         | –           |

### Puchar Świata

#### Miejsca w klasyfikacji generalnej
| Sezon     | Miejsce |
| --------- | ------- |
| 1979/1980 | ?       |
| 1980/1981 | 5.      |
| 1981/1982 | 13.     |
| 1982/1983 | 1.      |
| 1983/1984 | 2.      |
| 1984/1985 | 3.      |
| 1985/1986 | 2.      |
| 1986/1987 | 20.     |
| 1987/1988 | 4.      |

#### Miejsca na podium chronologicznie
| Lp. | Dzień       | Rok  | Miejscowość | Konkurencja                | Lokata | Pudła   | Czas biegu | Strata  | Zwycięzca           |
| --- | ----------- | ---- | ----------- | -------------------------- | ------ | ------- | ---------- | ------- | ------------------- |
| 1.  | 31 stycznia | 1981 | Ruhpolding  | Sprint na 10 km            | 2.     | ?       | 34:29,8    | +17,2   | Frank Ullrich       |
| 2.  | 2 kwietnia  | 1981 | Hedenäset   | Bieg indywidualny na 20 km | 2.     | ?       | 1:17:35,0  | +2:54,0 | Fritz Fischer       |
| 3.  | 4 kwietnia  | 1981 | Hedenäset   | Sprint na 10 km            | 2.     | 2       | 33:10,0    | +22,0   | Eirik Kvalfoss      |
| 4.  | 27 stycznia | 1983 | Ruhpolding  | Bieg indywidualny na 20 km | 1.     | 0+0+0+0 | 1:11:21,7  | –       | –                   |
| 5.  | 9 lutego    | 1983 | Anterselva  | Bieg indywidualny na 20 km | 3.     | 1+0+0+2 | 1:10:18,4  | +18,0   | Frank Ullrich       |
| 6.  | 11 lutego   | 1983 | Anterselva  | Sprint na 10 km            | 2.     | 1+0     | 32:18,9    | +7,3    | Algimantas Šalna    |
| 7.  | 23 lutego   | 1983 | Anterselva  | Bieg indywidualny na 20 km | 3.     | 1+0+0+1 | 1:05:00,9  | +1:56,4 | Frank Ullrich       |
| 8.  | 26 lutego   | 1983 | Anterselva  | Sprint na 10 km            | 2.     | 0+0     | 31:12,3    | +18,9   | Eirik Kvalfoss      |
| 9.  | 10 marca    | 1983 | Oslo        | Sprint na 10 km            | 2.     | 0+0     | 31:27,8    | +21,2   | Frank-Peter Roetsch |
| 10. | 19 stycznia | 1984 | Ruhpolding  | Bieg indywidualny na 20 km | 1.     | 1+2+0+0 | 1:04:56,2  | –       | –                   |
| 11. | 21 stycznia | 1984 | Ruhpolding  | Sprint na 10 km            | 1.     | 0+1     | 30:19,5    | –       | –                   |
| 12. | 11 lutego   | 1984 | Sarajewo    | Bieg indywidualny na 20 km | 1.     | 0+1+1+0 | 1:11:52,7  | –       | –                   |
| 13. | 14 lutego   | 1984 | Sarajewo    | Sprint na 10 km            | 2.     | 0+1     | 30:53,8    | +8,6    | Eirik Kvalfoss      |
| 14. | 3 marca     | 1984 | Oberhof     | Sprint na 10 km            | 3.     | 2+0     | 30:50,6    | +50,3   | Frank-Peter Roetsch |
| 15. | 7 marca     | 1984 | Oslo        | Bieg indywidualny na 20 km | 1.     | 0+1+1+0 | 1:05:16,2  | –       | –                   |
| 16. | 8 marca     | 1984 | Oslo        | Sprint na 10 km            | 2.     | 0+1     | 32:00,0    | +18,1   | Eirik Kvalfoss      |
| 17. | 17 stycznia | 1985 | Oberhof     | Bieg indywidualny na 20 km | 1.     | 0+1+0+0 | 1:07:30,3  | –       | –                   |
| 18. | 26 stycznia | 1985 | Anterselva  | Sprint na 10 km            | 2.     | 0+0     | 30:59,3    | +16,9   | Alfred Eder         |
| 19. | 7 marca     | 1985 | Oslo        | Bieg indywidualny na 20 km | 1.     | 0+0+0+0 | 57:35,5    | –       | –                   |
| 20. | 18 stycznia | 1986 | Anterselva  | Sprint na 10 km            | 1.     | 0+1     | 30:42,3    | –       | –                   |
| 21. | 30 stycznia | 1986 | Oberhof     | Bieg indywidualny na 20 km | 1.     | 1       | 1:03:02,0  | –       | –                   |
| 22. | 8 marca     | 1986 | Lahti       | Bieg indywidualny na 20 km | 1.     | 1       | 1:08:34,0  | –       | –                   |
| 23. | 21 lutego   | 1987 | Canmore     | Sprint na 10 km            | 3.     | 0+0     | 26:27,7    | +6,5    | Aleksandr Popow     |
| 24. | 14 marca    | 1987 | Lillehammer | Sprint na 10 km            | 1.     | 0+0     | 26:02,0    | –       | –                   |
| 25. | 30 stycznia | 1988 | Ruhpolding  | Sprint na 10 km            | 3.     | 0+1     | 30:22,3    | +22,4   | Stefan Höck         |
| 26. | 14 marca    | 1988 | Oslo        | Sprint na 10 km            | 2.     | 0+1     | 28:10,6    | +36,4   | Frank-Peter Roetsch |